# Dorothea Charlotte Rademacher
Dorothea Charlotte Rademacher, verheiratete Herdt (* 1764; † nach 1817) war eine deutsche Theaterschauspielerin.

## Leben
Rademacher debütierte 1781 am Nationaltheater Berlin, wo sie 36 Jahre, bis zu ihrer Pensionierung 1817, blieb. Am 16. Februar 1788 heiratete sie den Schauspieler Samuel Georg Herdt (1755–1818).